# ロールス・ロイス/チュルボメカ RTM322

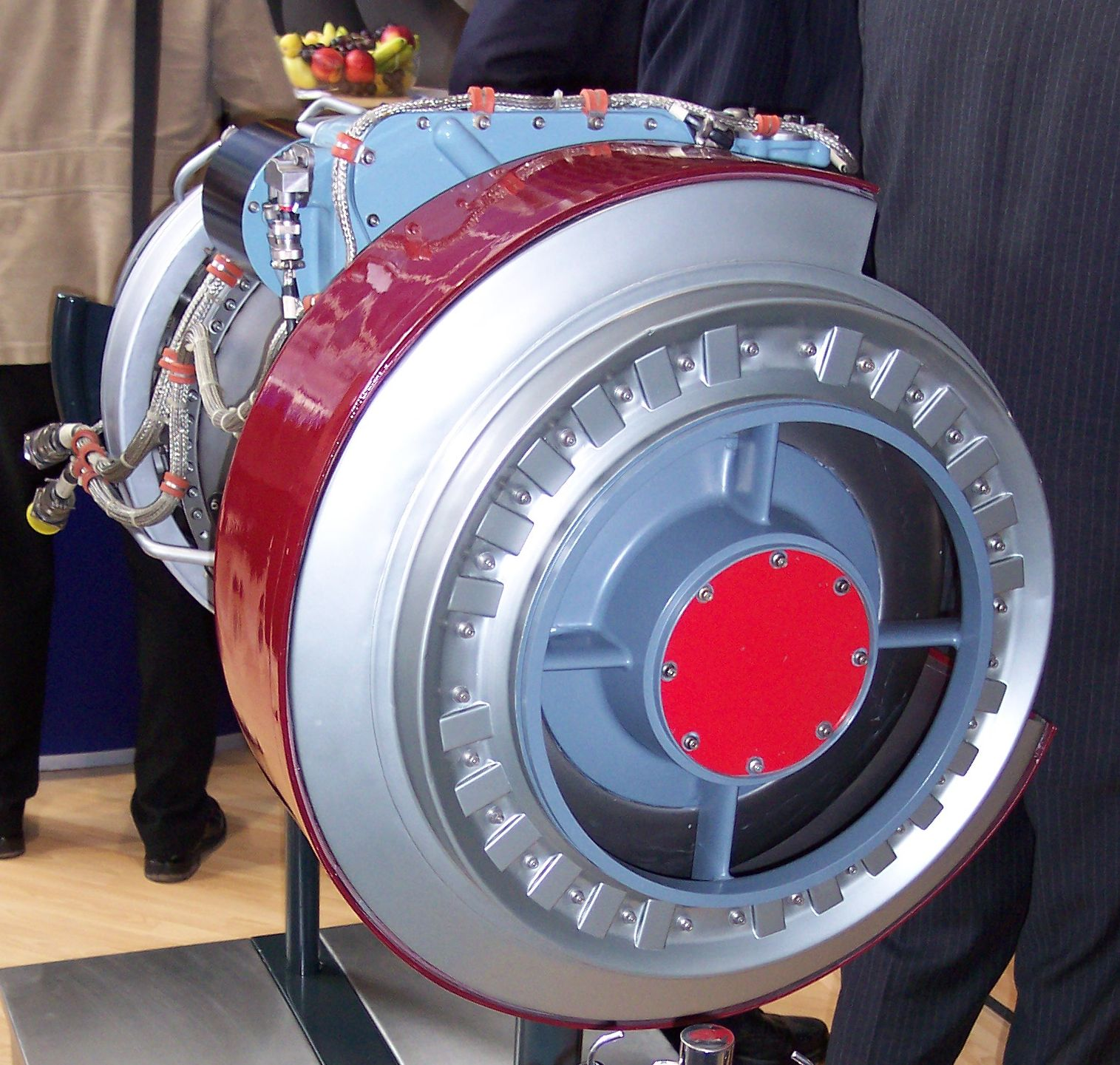
RTM322の模型

RTM322はロールス・ロイス・チュルボメカの生産するターボシャフトエンジンである。軍用と民間用の広い用途に応じられるように設計された。RTM322は船舶用と産業用にも利用される。
RTM322の最初の発注は1992年海軍のアグスタウェストランド AW101用の44基だった。1998年から運用される。

## 搭載機
- アグスタウェストランド AW101
- NHI NH90
- ウェストランド WAH-64

## 仕様 (Mk 250 または 02/8 派生型)
一般的特性
- 形式: ターボシャフト
- 全長: 46.1 in (1.17 m)
- 直径: 25.5 in (0.65 m)
- 乾燥重量: 503 lb (228 kg)

構成要素
- 圧縮機: 3HP + 1CFHP
- タービン: 2HP, 2PT

性能
- 出力: 2,270 shp (1,693 kW)
- 全圧縮比（英語版）: 14.2
- 出力重量比: